# Delfiniec
Delfiniec (Lissodelphis) – rodzaj wodnych ssaków z podrodziny Lissodelphininae w obrębie rodziny delfinowatych (Delphinidae).

## Rozmieszczenie geograficzne
Rodzaj obejmuje gatunki występujące w chłodnych i subantarktycznych wodach oceanów półkuli południowej oraz umiarkowanych i subarktycznych wodach północnego Oceanu Spokojnego.

## Morfologia
Długość ciała 230–310 cm (noworodków 80–100 cm); masa ciała 115–116 kg.

## Systematyka
Rodzaj zdefiniował w 1841 roku niemiecki zoolog Constantin Wilhelm Lambert Gloger w publikacji własnego autorstwa dotyczącej historii naturalnej. Gatunkiem typowym jest (oznaczenie monotypowe) delfiniec płaszczowy (L. peronii). Wcześniejsze nazwy – Delphinapterus, którą opublikowali w 1827 roku francuscy zoolodzy René Lesson i Prosper Garnot, oraz Tursio, którą opublikował w 1830 roku niemiecki przyrodnik Johann Georg Wagler – okazały się młodszymi homonimami innych rodzajów waleni.

### Etymologia
- Delphinapterus (Delphinaptera, Delphinaster, Delphinopterus): gr. δελφις delphis, δελφινος delphinos ‘delfin’; απτερος apteros ‘bezskrzydły, bez skrzydeł’, od negatywnego przedrostka α- a-; -πτερος -pteros ‘-skrzydły’, od πτερον pteron ‘skrzydło’[15]. Gatunek typowy (oznaczenie monotypowe): Delphinus peronii Lacépède, 1804.
- Tursio: łac. tursio, nazwa użyta przez Pliniusza na określenie rodzaju ryby przypominającej delfina[16]. Gatunek typowy (oznaczenie monotypowe): Delphinus peronii Lacépède, 1804.
- Lissodelphis: gr. λισσος lissos ‘gładki’; δελφις delphis, δελφινος delphinos ‘delfin’[17].
- Leucorhamphus: gr. λευκος leukos ‘biały’; ῥαμφος rhamphos ‘dziób’[18].
- Pachypleurus: gr. παχυς pakhus ‘wielki, gruby’;  πλευρον pleuron ‘żebra, boki’[19]. Gatunek typowy: Brandt wymienił dwa gatunki – †Delphinapterus (Pachypleurus) fockii J.F. von Brandt, 1873: i Delphinapterus (Pachypleurus) nordmanni J.F. von Brandt, 1873 (= †Lissodelphis nordmanni (J.F. von Brandt, 1873)) – nie wskazując gatunku typowego.
- Archaeocetus: gr. αρχαιος arkhaios ‘antyczny, starożytny’; κητος kētos ‘wieloryb’[20].
- Pristinocetus (Pristinicetus): łac. pristinus ‘pierwotny, prymitywny’, być może od priscus ‘antyczny’; cetus ‘wieloryb’, od gr. κητος kētos ‘wieloryb’[21].

### Podział systematyczny
Do rodzaju należą dwa występujące współcześnie gatunki:
| Grafika | Gatunek               | Autor i rok opisu   | Nazwa zwyczajowa     | Podgatunki         | Rozmieszczenie geograficzne | Podstawowe wymiary                | Status IUCN |
| ------- | --------------------- | ------------------- | -------------------- | ------------------ | --- | --------------------------------- | ----------- |
|         | Lissodelphis peronii  | (de Lacépède, 1804) | delfiniec płaszczowy | gatunek monotypowy | okołobiegunowy w wodach subantarktycznych (głównie 30–65° szerokości geograficznej południowej), ale na północ do 23° szerokości geograficznej południowej w Prądzie Benguelskim, do 12° szerokości geograficznej południowej w Prądzie Peruwiańskim i do 25° szerokości geograficznej południowej w Prądzie Falklandzkim | DC: do 300 cm MC: do 116 kg       | LC          |
|         | Lissodelphis borealis | (T.R. Peale, 1848)  | delfiniec wielorybi  | gatunek monotypowy | wody umiarkowane i subarktyczne północnego Oceanu Spokojnego (około 30–50° szerokości geograficznej północnej) | DC: około 230–310 cm MC do 115 kg | LC          |

Kategorie IUCN:  LC  – gatunek najmniejszej troski.
Opisano również dwa gatunki wymarłe:
- Lissodelphis fockii (J.F. von Brandt, 1873)[24]
- Lissodelphis nordmanni (J.F. von Brandt, 1873)[6]